# Vestnes
Vestnes là một làng và là một đô thị ở hạt Møre og Romsdal, Na Uy, cách Molde 35 phút bằng phà.
Vestnes đã được tách khỏi Veøy mùa Thu năm 1838. Tresfjord được tách khỏi Vestnes ngày 1 tháng 1 năm 1899, nhưng đã được nhập vào Vestnes ngày 1 tháng 1 năm 1964.

## Công dân nổi tiếng
- Mali Furunes, (1888-1968)
- Bernt Hulsker
- Bjørn Rune Gjelsten
- Kjetil Rekdal
- Terje Rypdal
- Sigrun Misund, 1954-